# Combined Cycle Gas Turbine
CCGT ou Combined Cycle Gas Turbine é um arranjo de conversão de energia térmica em mecânica. De um modo geral, o calor dos gases de exaustão produzidos na queima de combustível de turbina(s) a gás é aproveitado para gerar vapor em caldeiras. Este vapor, por sua vez, movimenta turbinas a vapor. Temos, deste modo, dois ciclos térmicos: Brayton (ciclo da turbina a gás) e Rankine (ciclo da turbina a vapor). Daí a denominação "ciclo combinado". Teoricamente, pode haver a composição de ciclos térmicos em cascata ("tandem") com outros ciclos térmicos, não se limitando aos ciclos já expostos. 
A combinação de ciclos aumenta a eficiência térmica do sistema, quando comparada à eficiência de um ciclo simples (somente uma máquina térmica convertendo energia térmica em mecânica).
Em usinas de geração de energia elétrica, as máquinas térmicas que pertencem a cada um dos ciclos (turbinas a gás e a vapor) acionam geradores elétricos. Assim, a energia mecânica produzida é adicionalmente convertida em energia elétrica. Porém, há casos em que essa energia mecânica é utilizada para outras finalidades que não a geração de energia elétrica; por exemplo, para propulsão de navios. Neste último caso, a energia mecânica é utilizada para acionar eixos dos propulsores (hélices) dos navios.